# John Rauch
John Rauch, detto Johnny (Filadelfia, 20 agosto 1927 – Oldsmar, 10 giugno 2008), è stato un giocatore di football americano e allenatore di football americano statunitense. Al college giocò a football nel ruolo di quarterback all'Università della Georgia

## Carriera da giocatore
Rauch fu scelto come secondo assoluto del Draft NFL 1949 dai Detroit Lions ma fu scambiato coi New York Bulldogs per i diritti su Doak Walker. Nella sua prima stagione, nel 1949, giocò sia in attacco che in difesa, passando 169 yard e un touchdown, intercettando anche due passaggi. L'anno successivo disputò otto partite, passando 502 yard e 6 touchdown. Nel corso della stagione 1951 passò ai Philadelphia Eagles, passando 288 yard e un touchdown. Nel 1952, piuttosto di accettare uno scambio coi Pittsburgh Steelers dove avrebbe svolto il doppio ruolo di allenatore e giocatore, accettò l'offerta della University of Florida per fare parte dello staff di coach Bob Woodruff. Nel ruolo di capo-allenatore, nel 1967 vinse il campionato della American Football League alla guida degli Oakland Raiders, che in seguito furono battuti dai Green Bay Packers nel Super Bowl II.

## Palmarès

### Giocatore
- College Football Hall of Fame

### Allenatore
- Campionati AFL : 1

Oakland Raiders: 1967

## Statistiche
| Yard passate      | 959  |
| Touchdown         | 8    |
| Intercetti subiti | 9    |
| Passer rating     | 53,5 |